# 缙云县
缙云县，简称缙。位于中国浙江省的浙南腹地、浙中南部丘陵山区、丽水市东北部，是丽水市下辖的一个县。其东西宽达54.6公里，南北长59.9公里，县界全长304.4公里，区域总面积为1503.52平方公里。县人民政府驻五云街道黄龙路38号。

## 历史

### 史前
旧时黄帝氏族自西北黄土高原迁移至古越族聚集的今浙江中部，建立名为缙云的方国。
缙云早在新石器时代就有人类活动，在壶镇发现的缙云陇东遗址，距今约9000年，年代从上山文化晚期至跨湖桥文化早期，是迄今发现丽水境内历史最悠久的史前人类聚落。

### 唐代
缙云设县始于唐代。唐武德四年（621年），永康县置丽州，并分置缙云县，属丽州。武德八年（625），废除丽州及缙云县，缙云县域仍属永康县。万岁登封元年（696年），括苍县东北部及永康县南界合并为缙云县，属括州。天宝元年（742年），括州改名为缙云郡。乾元元年（758年），缙云郡复为括州。大历十四年（779年），为避德宗李讳，改括州为处州，缙云县属处州。

### 清代
清宣统三年十月初五（1911年10月25日），吕逢樵率光复军光复处州。

### 民国时期
民国三十八年（1949年），5月9日中国人民解放军解放缙云，7月1日缙云县人民政府成立。

### 共和国时期
1952年1月19日，丽水专区撤销，缙云改属金华专区。1963年5月9日，重设丽水专区，缙云改属丽水专区。

## 名称
当地流传黄帝在仙都鼎湖峰炼丹升天，因黄帝又名缙云氏，固由此得名。张守节则认为缙云此地可能是黄帝一支族缙云氏的封地，而当地超过千年以来都设有江南最大的黄帝祭祀祠和例行祭祀活动。

## 环境

### 人文
缙云东临仙居县，东南靠永嘉县，南连青田县，西接丽水市莲都区，西北接武义县，东北依磐安县，北邻永康市。

### 自然
位于浙江省南部腹地、丽水地区东北部，地处括苍山和仙霞岭的过渡地带，地势东南高，西北低，地貌以丘陵、低山为主。是典型的亚热带季风气候，温和湿润，四季分明。
县内河流均为山溪性河流，而主要河流则有好溪、新建溪、永安溪三条，分属瓯江、钱塘江、灵江三个水系。发源于磐安县大盘山的好溪是县内最大的河流，其自东北向西南斜贯穿境入丽水，干流在境内长66.11公里 ，流域面积791.8平方公里。

## 政治

### 现任领导
| 机构     | · 中国共产党 · 缙云县委员会 · 书记 | 缙云县人民政府 县长 | 缙云县人民代表大会 常务委员会 主任 | · 中国人民政治协商会议 · 缙云县委员会 · 主席 |
| -------- | ---------------------------------- | ------------------- | ---------------------------------- | -------------------------------------------- |
| 姓名     | 王正飞                             | 王益                | 赵建铭                             | 付勇斐                                       |
| 民族     | 汉族                               | 汉族                | 汉族                               | 汉族                                         |
| 籍贯     | 浙江省青田县                       | 浙江省丽水市        | 浙江省缙云县                       | 浙江省丽水市                                 |
| 出生日期 | 1977年3月（48歲）                  | 1976年8月（48歲）   | 1967年4月（58歲）                  | 1971年12月（53歲）                           |
| 就任日期 | 2021年11月25日                     | 2022年2月           | 2022年2月16日                      | 2022年2月15日                                |

### 行政区划
缙云县下辖五云街道、仙都街道、新碧街道、壶镇镇、新建镇、舒洪镇、大洋镇、东渡镇、东方镇、大源镇、七里乡、前路乡、三溪乡、溶江乡、双溪口乡、胡源乡、方溪乡和石笕乡等3街道、7镇、8乡， 246个行政村。

## 社会

### 人口
根据第七次全国人口普查数据，截至2020年11月1日零时，缙云县常住人口为405318人。

### 语言
缙云本地方言乃缙云话，属吴语。与大部分吴语相同，平上去入四声具分阴阳，可被分为处衢片-处州小片。因处浙南濒临吴语区边缘地带，与闽语区相近，故语音和词汇上亦有闽语相近之处。又因旧时分东（壶镇及周边）、南（舒洪及周边）、西（新建及周边）三乡，各乡各有乡音，东乡与城内腔差异较大。

### 教育
缙云中学是知名的浙江省重点中学。

## 文化

### 黄帝文化
缙云是南方黄帝文化传播和辐射的中心，也是中国南方祭祀轩辕黄帝的唯一场所，缙云祭祀轩辕黄帝始于西汉初年。缙云也因此得名。在宋朝宋真宗和宋仁宗均有派遣官员来到缙云祭祀黄帝。在2011年缙云轩辕祭典入选第三批国家级非物质文化遗产名录。

### 戏曲
缙云多听婺剧，亦有听越剧、黄梅戏，旧时曾听处州乱弹，民国二年，壶镇吕希照父子创办县内第一个处州乱弹戏班，名为吕凤台，然现已式微。1956年春成立缙云婺剧团。1962年7月成立缙云越剧团。1979年农村业余剧团多达147个。

## 交通

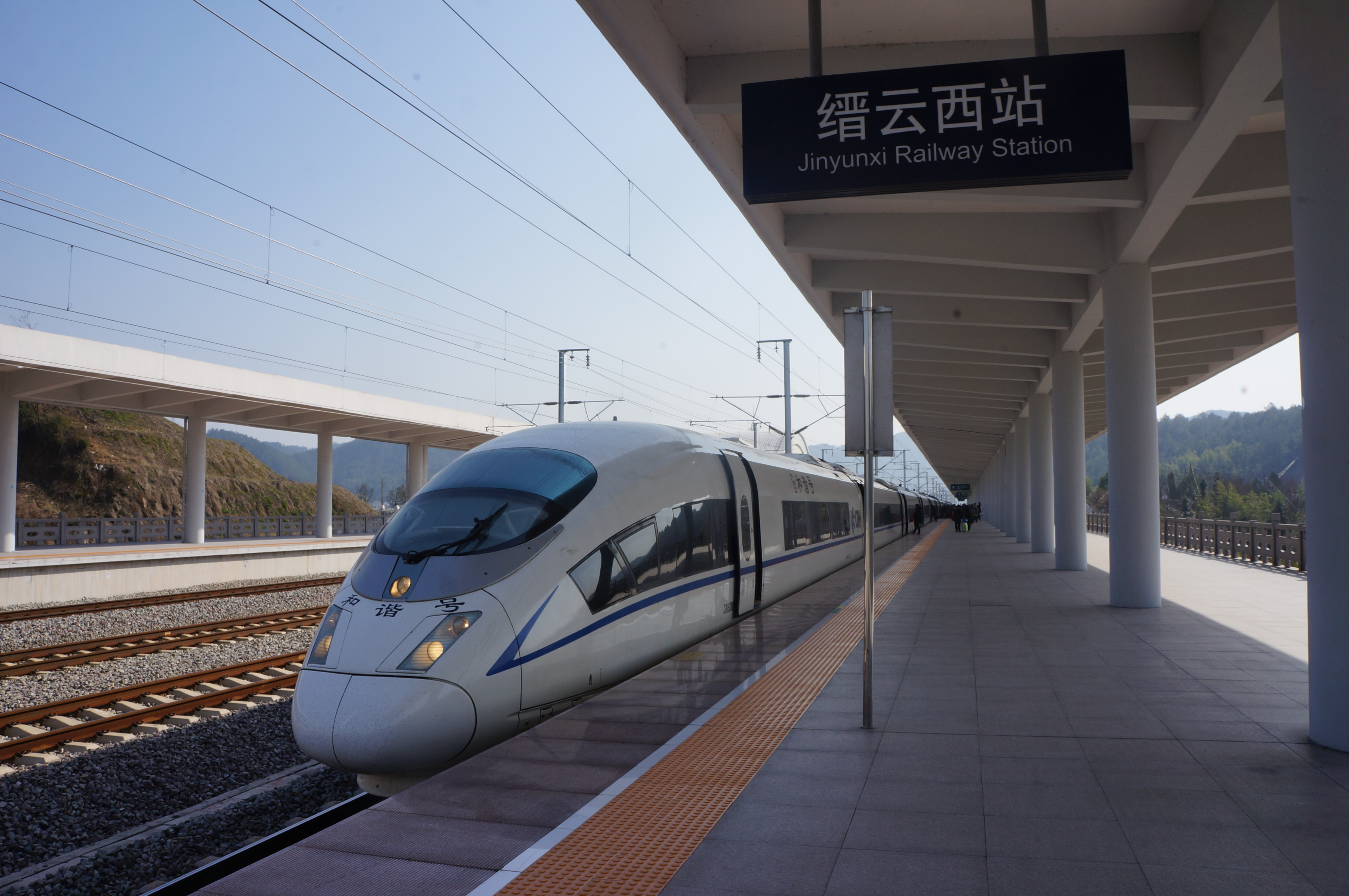
缙云西站

缙云于丽水市域中区域优势明显，为北上杭州的通道。县内有缙云西站、缙云站、壶镇站三座火车站。
 金温铁路、 金丽温高速公路、 台金高速、 330国道、 209省道、 210省道、 211省道、 218省道、 219省道、 321省道、 322省道、 333省道。

## 旅游
缙云旅游资源丰富，曾获“中国最美休闲度假胜地” 称号。域内有中国国家重点风景名胜区、国家5A级景区仙都，全国重点文物保护单位仙都摩崖题记、河阳古民居，浙江省文物保护单位九进厅、白茅云衢坊、大溪滩窑址群、双港桥贞节坊石刻、慕义桥、仙都石梁桥等。此外还有两个国家4A级景区、五个国家3A级景区。

截止2019年，全年旅游收入达185.53亿元，旅游人数达2152.2万人。

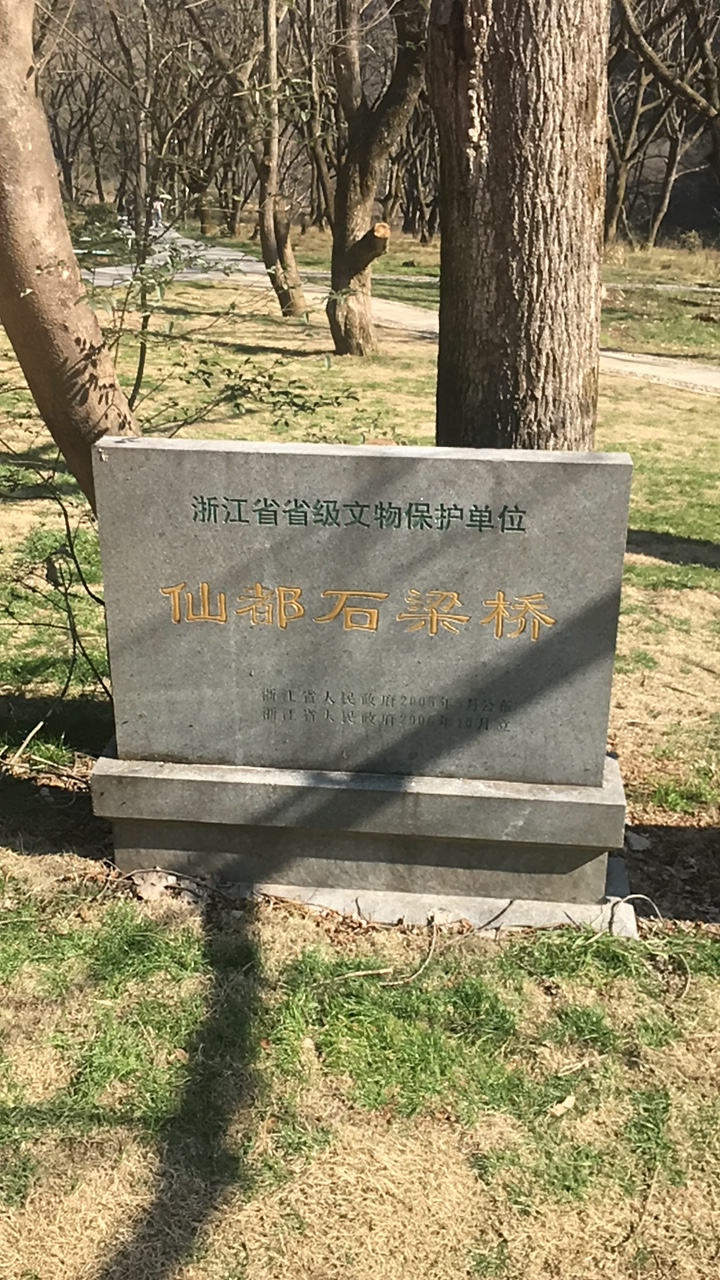
仙都石梁桥碑
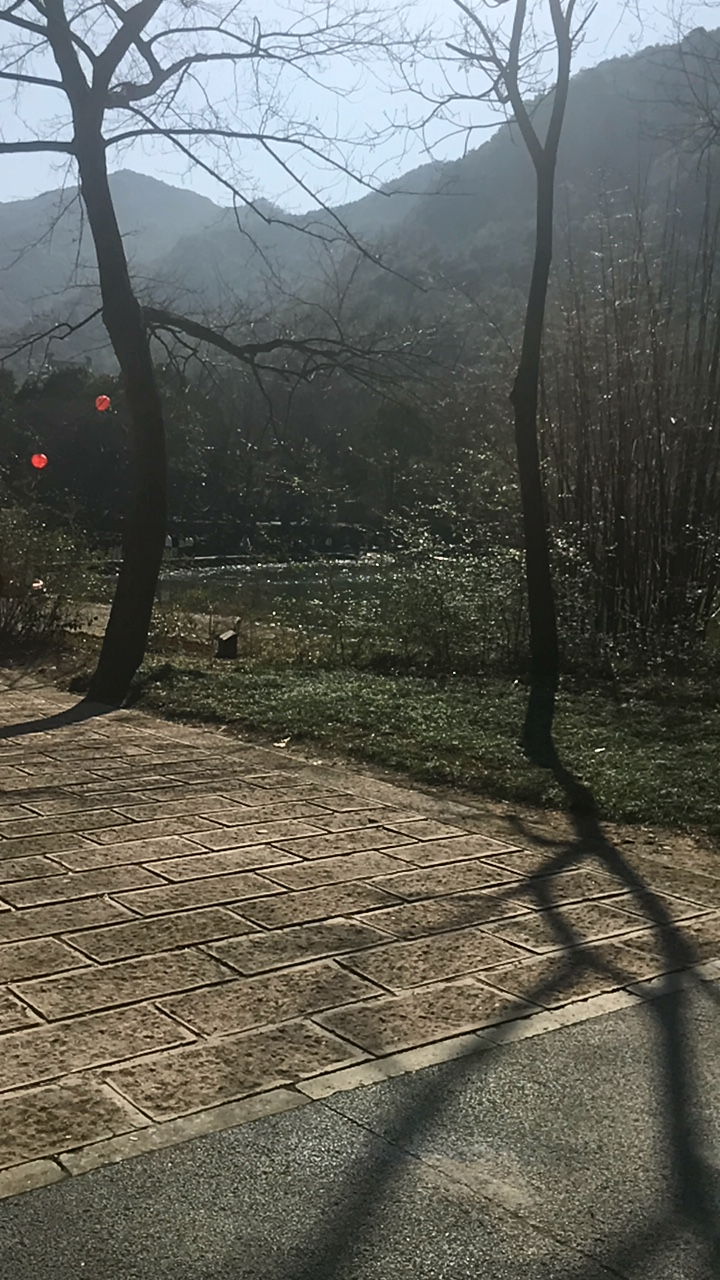
仙都石梁桥
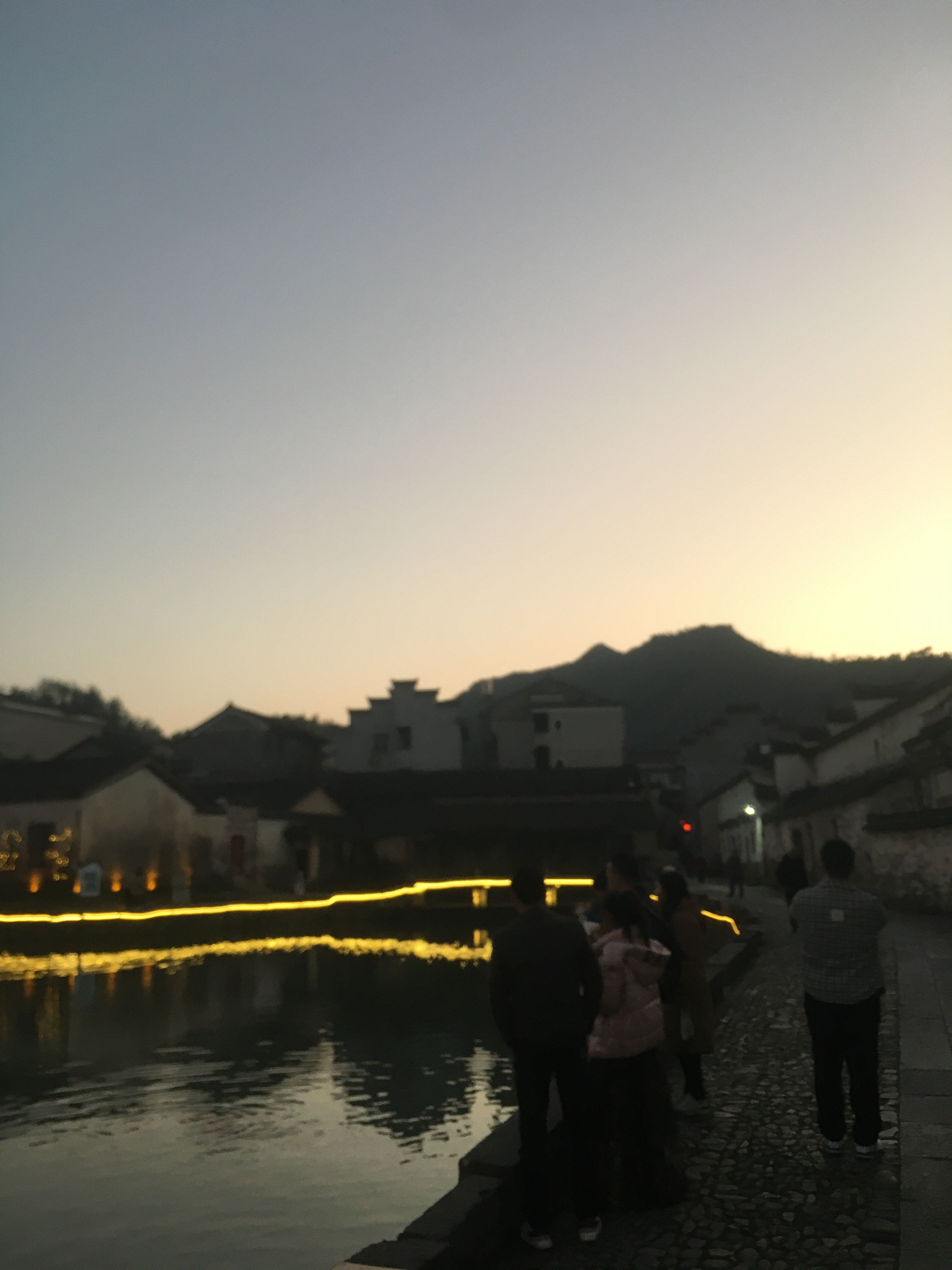
河阳古民居
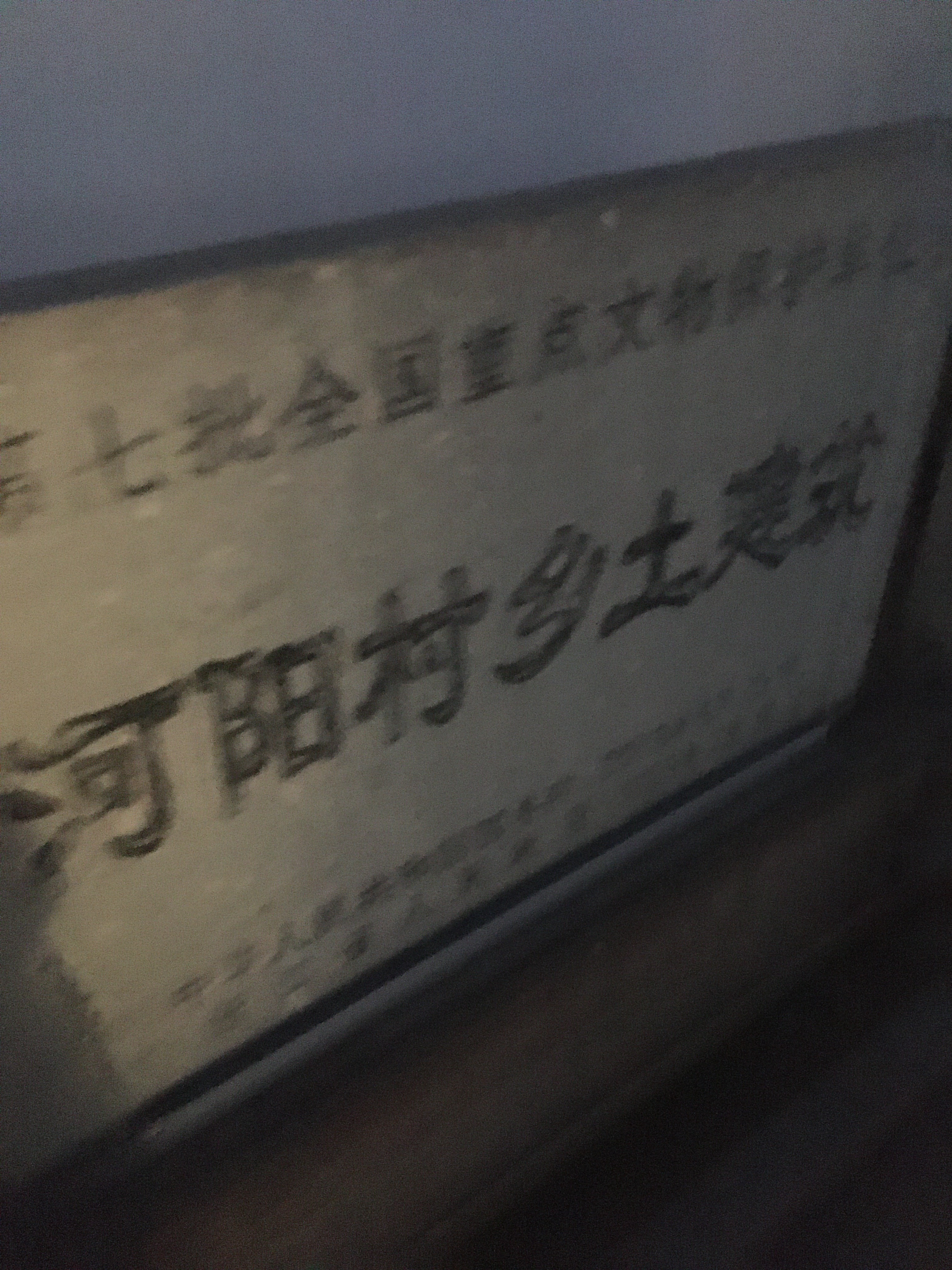
河阳古民居文保碑

## 矿产
缙云有丰富的矿产资源，沸石、花岗岩、凝灰岩、珍珠岩、氟石为“缙云五宝石”，其中天然沸石蕴藏量为全国第一。

## 历代名人
- 智威，缙云金竹人。佛教天台宗六祖。
- 李阳冰
- 少康，缙云仙都周村人。佛教净土宗善导派入浙始祖，莲宗第五祖。
- 杜光庭，唐末五代著名道士，文学家，崇真馆大学士。
- 赵顺孙
- 潜说友
- 李棠
- 郑汝壁
- 吕逢樵
- 施北衡，国民党陆军中将，曾任陆军第七十五军军长、第六战区长官部参谋长。
- 柯洁，缙云壶镇人。世界级围棋职业棋手，曾获多个世界级围棋比赛奖项。